# 林孝信
林 孝信（1944年 - ）は、台湾の実業家。1944年日本統治時代台北州生まれ。トランスアジア航空グループ代表取締役社長。
国立台北科技大学卒業後、日本に留学し東京理科大学工学部に入学。日本で学位取得後、台湾に帰国。
台湾に帰国後、最も早く警備業に進出し10年後に利益を伸ばす。

## 略歴
- 1977年：由林燈、蔡萬霖、陳重光等と共同出資で日本警備保障株式会社(現SECOM)の合弁会社、台湾警備保障有限会社を創設(現中興保全)。
- 2001年：範志強にトランスアジア航空の会長職を引き継ぐ。
- 2010年：長男の林明昇にトランスアジア航空の会長職を引き継ぐ。